# Arrhopalites hedrosensis
Arrhopalites hedrosensis is een springstaartensoort uit de familie van de Arrhopalitidae. De wetenschappelijke naam van de soort is voor het eerst geldig gepubliceerd in 1963 door Selga.